# El Cerrito
El Cerrito là một khu tự quản thuộc tỉnh Valle del Cauca, Colombia. Thủ phủ của khu tự quản El Cerrito đóng tại El Cerrito Khu tự quản El Cerrito có diện tích 230 ki lô mét vuông. Đến thời điểm ngày 28 tháng 5 năm 2005, khu tự quản El Cerrito có dân số 46463 người.